# La Gouira

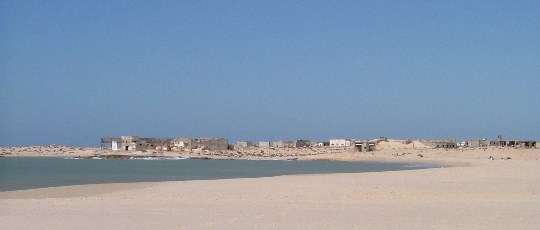
La Gouira

La Gouira (auch Lagouira, La Gouera, La Agüera oder La Gouèra arabisch القويرة) war eine am Atlantik im äußersten Süden der Westsahara auf der Halbinsel Ras Nouadhibou gelegene Stadt. Der Ort ist heute weitgehend verlassen und durch Sandverwehungen überdeckt. Er befindet sich südlich des marokkanischen Grenzwalls und damit außerhalb der von Marokko besetzten Teile der Westsahara und innerhalb des von der DARS (Demokratische Arabische Republik Sahara) gehaltenen Teiles.

## Etymologie des Ortsnamens
Der Name des Ortes stammt von der Hassania-Bezeichnung gwēra, der Verkleinerungsform für das Wort gāra (arabisch قارة) für die aus der flachen Wüste vereinzelt herausragenden Tafelberge. Nach einer anderen Erklärung leitet sich der Name von spanisch agüera (Bewässerungsgraben) ab.

## Lage
Der Ort liegt im Süden an der Westküste der in den Atlantik hineinreichenden Halbinsel Ras Nouadhibou, acht Kilometer vor der Südspitze Cap Blanc. In der Mitte der Halbinsel verläuft in Längsrichtung seit 1912, gemäß einer damaligen Vereinbarung der damaligen Kolonialmächte Spanien und Frankreich, die Grenze zwischen der Westsahara und Mauretanien. Die mauretanische Stadt Nouadhibou liegt auf der Ostseite der Halbinsel.

## Verkehr
La Gouira ist grenzüberschreitend von Mauretanien aus über eine etwa fünf Kilometer lange unbefestigte Straße zu erreichen, die südlich des Stadtzentrums von Nouadhibou (Keran) beim Vorort Cansado nach Westen abzweigt. In der spanischen Zeit gab es eine 130 km lange Asphaltstraße nach Bir Gandouz, die längst von Sandverwehungen überdeckt und von Minenfeldern umgeben ist.

## Geschichte
Die Stadt wurde 1920  unter dem Namen La Agüera gegründet. Unter der Leitung von Oberst Bens wurde ein spanischer Fliegerhorst angelegt, nur wenige Kilometer westlich des französischen Port Etienne, dem heutigen Nouadhibou. Der Ort bildete kurzzeitig ein eigenständiges Postgebiet, man überdruckte zunächst Briefmarken der spanischen Kolonie Rio de Oro.

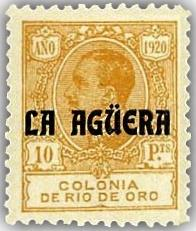
Aufdruckmarke des Postgebietes La Agüera (1920)

1924 wurde La Agüera Teil der Kolonialprovinz Río de Oro. Mit dem Rückzug Spaniens aus der ehemaligen Kolonie Spanisch-Sahara besetzte Mauretanien, gemäß einer mit Marokko geschlossenen Vereinbarung am 20. Dezember 1975 die Stadt. Der anschließende Kampf der westsaharischen Befreiungsbewegung POLISARIO führte 1979 jedoch zum Rückzug Mauretaniens aus der Westsahara und somit auch aus La Gouira. Anschließend verließen die meisten Bewohner den Ort und der Erwerb kam zum Erliegen, so dass 1989 der marokkanische König Hassan II. den Ort räumen ließ. Die Stadt dient jedoch bis heute als Referenz für den marokkanischen Anspruch auf die gesamte Westsahara im öffentlichen marokkanischen Diskurs („Von Tanger bis Laguera“).
In den 1990er Jahren beschloss die marokkanische Regierung, den Ort wieder zu beleben. Erhebliche Geldmittel wurden zum Bau von Straßen und sonstiger Infrastruktur beschafft, bis man meinte, dass die ständige Bedrohung durch Flugsand eine Bebauung unmöglich machen würde. Der westsaharische Teil der Halbinsel Ras Nouadhibou ist als Militärgebiet deklariert und rund um die Häuser von La Gouira ist ein Minengürtel angelegt worden.
Seitdem ist La Gouira eine versandete Ruinenstadt, bewohnt von wenigen einheimischen Imraguen, die von der Fischerei leben. Der Ort liegt de facto im Bereich der DARS zwischen dem marokkanisch besetzen Teil der Westsahara und Mauretanien, außerhalb des truppenreduzierten Streifens. Im März 2017 begann die DARS, eine kleine Militärpräsenz aufzubauen.
Da das marokkanische Militär die Halbinsel Ras Nouadhibou nicht besetzte, füllte zeitweise ein mauretanischer Militärposten in La Gouira das Vakuum aus, während die marokkanische Marine sich laut eigener Aussage die Kontrolle der Küstengewässer vorbehält.